# Lou Macari
Luigi Macari (n. Edimburgo, Escocia, 7 de junio de 1949) es un exfutbolista y actual entrenador escocés, que jugaba de mediocampista. Es plenamente identificado con el Manchester United de Inglaterra, equipo donde jugó por 11 temporadas y con el cual, sufrió un descenso de categoría en la temporada 1973-74 y logró el ascenso, apenas una temporada después.

## Selección nacional
Con la Selección de fútbol de Escocia, disputó 24 partidos internacionales y anotó solo 5 goles. Incluso participó con la selección escocesa, en una sola edición de la Copa Mundial. La única participación de Macari en un mundial, fue en la edición de Argentina 1978. donde su selección quedó eliminado en la primera fase de la cita de Argentina.

### Participaciones en Copas del Mundo
| Mundial                        | Sede      | Resultado    |
| ------------------------------ | --------- | ------------ |
| Copa Mundial de Fútbol de 1978 | Argentina | Primera Fase |

## Clubes
| Club              | País       | Año       |
| ----------------- | ---------- | --------- |
| Celtic            | Escocia    | 1966-1973 |
| Manchester United | Inglaterra | 1973-1984 |
| Swindon Town      | Inglaterra | 1984-1986 |